# Calceranica al Lago
Calceranica al Lago es una localidad y comune italiana de la provincia de Trento, región de Trentino-Alto Adigio, con 1235 habitantes.

## Evolución demográfica
| Gráfica de evolución demográfica de Calceranica al Lago entre 1861 y 2001 |
|                                                                           |
| Fuente ISTAT - elaboración gráfica de Wikipedia                           |